# Segon Imperi Búlgar
El Segon Imperi Búlgar (en búlgar: Второ българско царство, Vtorо Balgarskо Tsartsvo; en català medieval: Imperi de Latzaura) fou un estat medieval que existí entre els anys 1185 i 1396 (o 1422). Com a successor del Primer Imperi Búlgar, arribà al seu màxim poder sota els regnats de Kaloian i d'Ivan II, per caure posteriorment en un període de decadència que finalitzà amb la conquesta de l'Imperi Otomà el 1396. Fou el precedent del Principat que originà el Regne de Bulgària el 1878.
El 1018 l'emperador Basili II derrotà els búlgars i conquerí el Primer Imperi Búlgar, que passà a formar part de l'Imperi Romà d'Orient. L'Església Ortodoxa Búlgara fou subordinada a l'autoritat del Patriarcat de Constantinoble, i a l'aristocràcia i als familiars del deposat tsar búlgar se'ls donaren títols de l'aristocràcia romana d'Orient.

## Antecedents
Una tribu búlgara liderada per Asparukh Khan, es va desplaçar a l'oest i va ocupar el sud de l'actual Bessaràbia. Després d'una victoriosa guerra contra els romans l'any 680, el kanat d'Asparukh va conquerir Mèsia i Dobrudja i va ser reconegut com a estat independent pel tractat firmat amb els romans l'any 681. Aquell any és el que es considera com a l'any de fundació de l'actual Bulgària.
Com a resultat de dècades de conflicte amb l'Imperi Romà d'Orient, a principis del segle XI, Joan Ladislau de Bulgària provà de negociar una treva amb l'emperador romà, Basili II per consolidar la seva posició però les negociacions fracassaren i Joan Ladislau mantingué la resistència en un intent fallit de fer recular els romans. Durant el seu regnat, intentà reforçar l'exèrcit búlgar, reconstruí nombroses fortaleses búlgares i fins i tot totalment sotmesa llançà un contraatac, però acabà perdent la vida el 1018 en la batalla de Dirràquion. Després de la seva mort, la seva vídua, l'emperadriu Maria, es rendí finalment a Basili II juntament amb el patriarca i la majoria dels nobles. Ben aviat, l'emperador romà extingí els últims focus de resistència i posà fi al Primer Imperi Búlgar.

## El Segon Imperi Búlgar
El desastrós govern de l'emperador romà d'Orient Andrònic I Comnè va empitjorar la situació de la pagesia i la noblesa búlgara. El primer acte del seu successor Isaac II Àngel va ser imposar un impost extra per finançar el seu casament. Pere i Ivan Assèn es van presentar davant el nou emperador i li van demanar ser acceptats com a generals del seu exèrcit a canvi de terres, la resposta d'Isaac II va ser una humiliant bufetada. Quan van tornar a Bulgària, aprofitant el descontentament de la gent perquè Isaac havia apujat els impostos per les despeses el seu matrimoni, els van aixecar apel·lant al patriotisme i dient que sant Demetri, el sant patró dels búlgars, els enviava. Isaac II va confiar el control de la sublevació al seu oncle, el sebastocràtor Joan Àngel Ducas, però fou derrotat i fet presoner a Tessalònica. En substitució d'aquest va enviar a Joan Cantacouzè. Els rebels búlgars van reconèixer Pere Assèn com a rei donant inici al Segon Imperi Búlgar amb el suport dels descendents dels antics colons romans a Tessàlia i Macedònia que havien emigrat més enllà del Danubi per escapar-se de la rapacitat d'Isaac i es van barrejar amb tribus d'eslaus originant el poble dels valacs. La capital Veliko Tàrnovo es convertí en un important centre cultural.
A mitjan 1187, Isaac va enviar contra els búlgars el general Aleix Branàs, que havia vençut definitivament als normands del Regne de Sicília en la batalla de Demetritzes però en lloc de lluitar contra els rebels es va proclamar emperador romà d'Orient i va amenaçar de fer servir el seu exèrcit contra Constantinoble si no el reconeixien, però fou assassinat poc després pel cunyat de l'emperador Conrad de Montferrat. Aprofitant el descontrol, els búlgars van fer pillatge per Tràcia, sense que els romans d'Orient poguessin fer res per evitar-ho. En una ocasió els dos exèrcits es van enfrontar a la fortalesa de Lardea però no va haver un resultat decisiu i els búlgars es van retirar amb el seu botí cap al nord dels Balcans. Cap a finals del 1186, Isaac II va iniciar la segona campanya contra Bulgària, però el seu exèrcit es va veure forçat a passar l'hivern a Sofia, cosa que va donar temps als búlgars a preparar-se per la invasió. Els romans d'Orient van assetjar la ciutat de Lòvetx però no la van poder conquerir i van signar un armistici que, de facto, era el reconeixement de la independència búlgara.

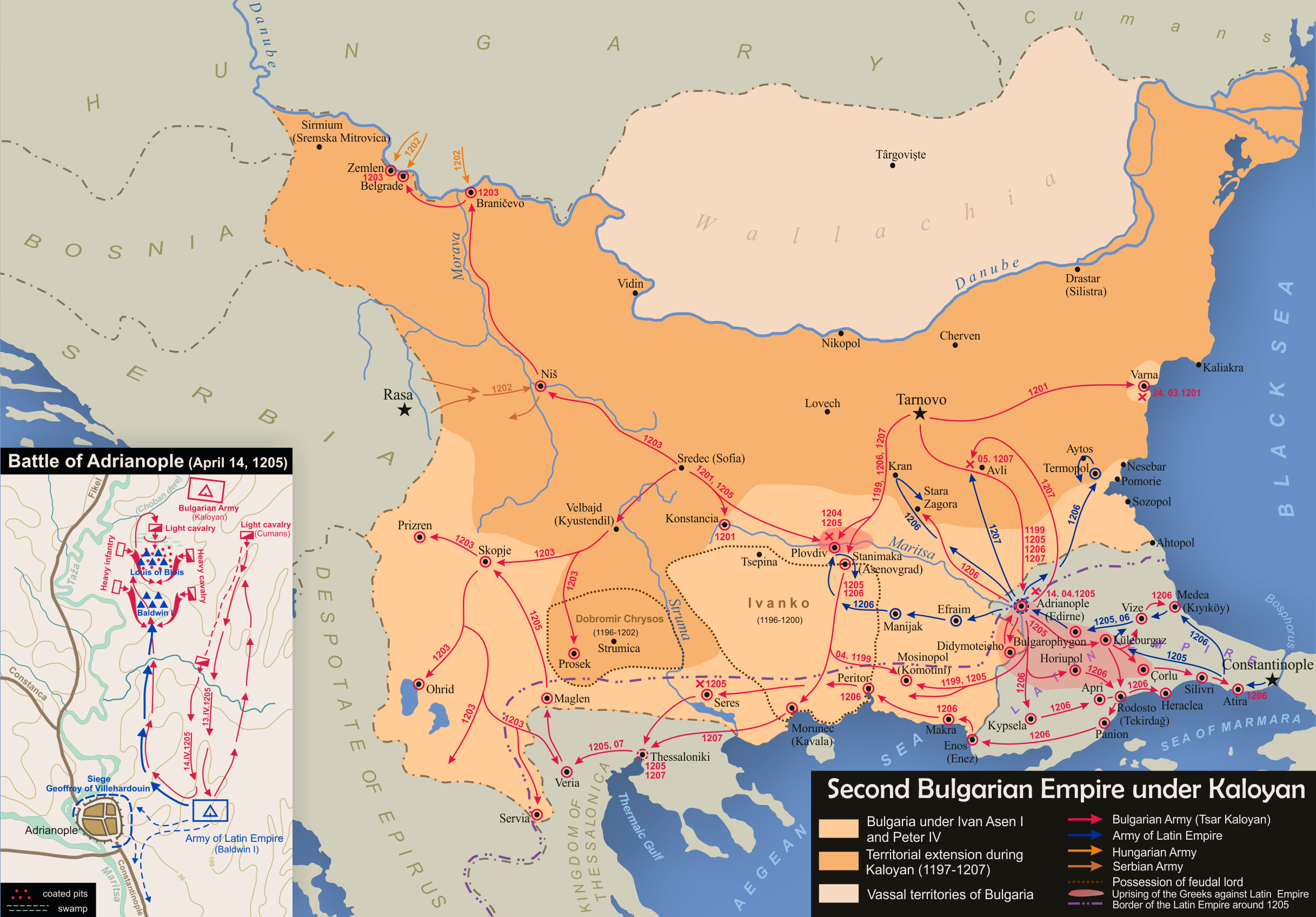
Bulgària durant el tsarat de Kaloian Assèn

Un boiar de nom Ivanko va matar Ivan Asen I el 1196 i va ser succeït pel seu germà petit Kaloian Assèn, qui aprofità la destrucció de l'Imperi Romà d'Orient durant la Quarta Croada per estendre els seus dominis pel baix Danubi, Sofia, Macedònia i la Tràcia fins a la mar de Màrmara. El mateix 1204 es feu coronar pel legat d'Innocenci III, i quan la població local va expulsar a la guarnició d'Adrianòpolis i l'emperador Balduí s'apressà a intentar recuperar-la, La batalla tingué lloc el 14 d'abril de 1205 i fou una completa victòria búlgara, que va destruir quasi per complet a l'exèrcit llatí i va capturar a l'emperador Baldui, que va caure presoner de Kaloian, i Lluís I de Blois va morir. Kaloian va saquejar Tràcia i Macedònia després de la seva victòria sobre els llatins i va atacar el Regne de Tessalònica prenent Serres, Veria i Moglena, i Enric I de Flandes, regent de l'Imperi Llatí va llançar una contrainvasió contra Bulgària al juny però no va poder capturar ni Adrianòpolis ni Didymoteicho. Kaloian va tornar a Veliko Tàrnovo després que esclatés una revolta contra ell i va tornar a envair Tràcia el gener de 1206 capturant Rousion i destruint la majoria de les fortaleses al llarg de la Via Egnàcia, fins a Athira. La massacre i la captura dels seus compatriotes van indignar els grecs a Tràcia i Macedònia que es van adonar que Kaloian els era més hostil que els llatins i els ciutadans d'Adrianòpolis i Didymoteicho es van dirigir a Enric oferint la seva submissió, que fou acceptada i Teodor Branàs va prendre possessió de les dues ciutats. Kaloian va atacar Didymoteicho al juny, però els croats el van obligar a aixecar el setge però poc després que Enric fos coronat emperador el 20 d'agost, Kaloian va destruir Demòtica i va posar setge a Adrianòpolis, però Enric el va obligar a retirar les seves tropes de Tràcia i va irrompre a Bulgària on va alliberar 20.000 presoners. Mentrestant, Bonifaci I de Montferrat havia recuperat Serres per Tessalònica. Kaloian aliar-se amb Teodor I Làscaris, emperador de Nicea que havia iniciat una guerra contra l'emperador de Trebisonda David Comnè, aliat dels llatins i va envair Tràcia, obligant a Enric a retirar les seves tropes d'Àsia Menor. Kaloian va assetjar Adrianòpolis l'abril de 1207, utilitzant trabuquets, però els defensors van resistir i un mes més tard, els cumans van abandonar el setge perquè volien tornar a les estepes pòntiques obligant a Kaloian a aixecar el setge. Enric va concloure una treva amb Làscaris el juliol de 1207 i Bonifaci de Tessalònica va reconèixer la seva sobirania a Kypsela a Tràcia i en el seu camí de tornada a Tessalònica va ser emboscat i mort pels búlgars a Mosinòpolis el 4 de setembre i Kaloian es va dirigir a Tessalònica posant setge a la ciutat i morint durant el setge.

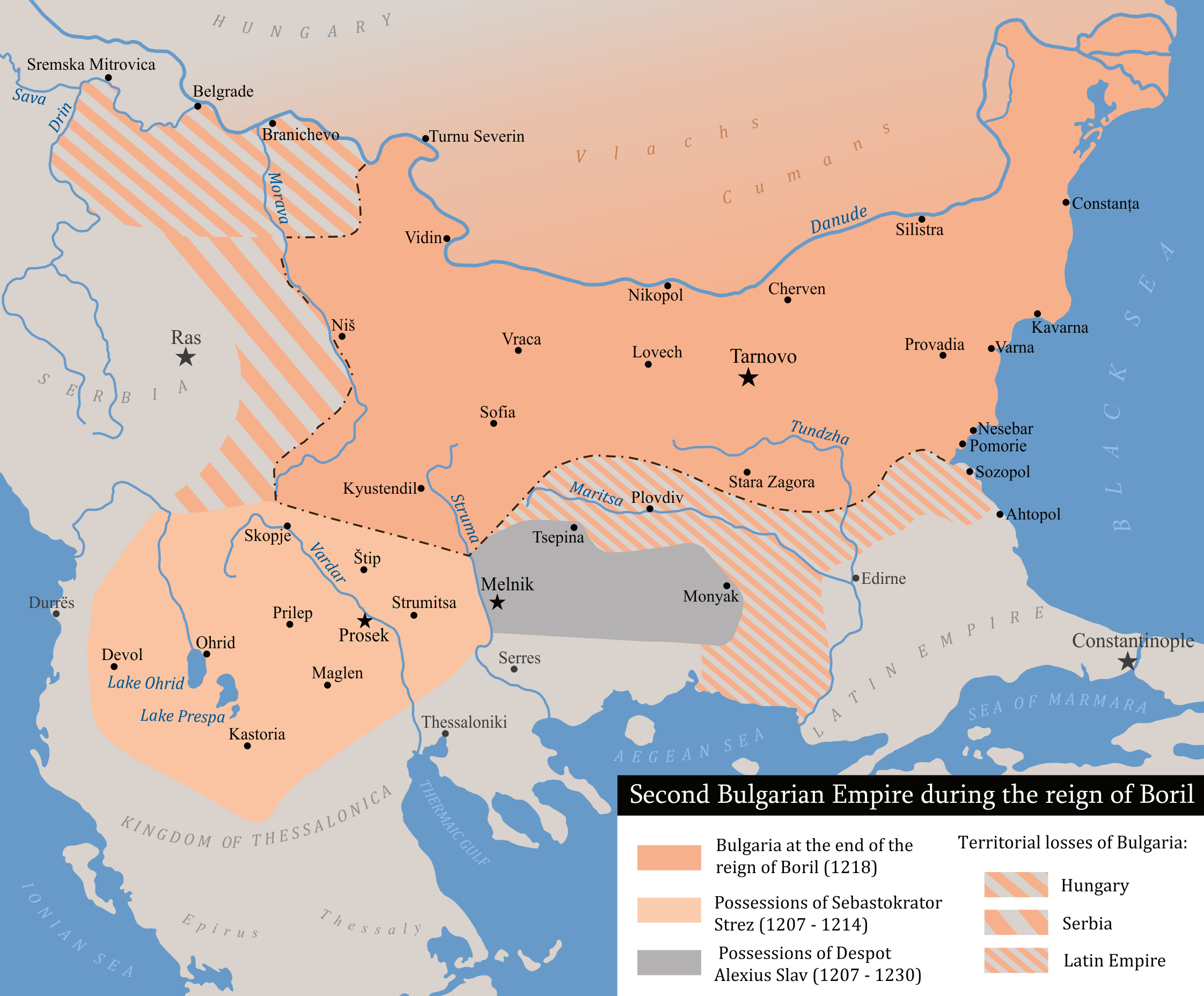
Bulgària durant el tsarat de Boril

Boril, fill d'una germana de Kaloian, Pere i Ivan Assèn es va casar amb la vídua de Kaloian i es va apoderar del tron. Ivan Assèn va fugir de Bulgària permetent a Boril reforçar la seva posició però Aleix Slav no el va reconèixer i va assegurar el seu domini al massís del Ròdope. Boril va marxar cap a Tràcia per reconquerir la regió el maig de 1208 i Enric I de Flandes va dirigir personalment el seu exèrcit contra Boril, forçant-lo a retirar-se a Philippopolis, on fou derrotat el 8 de juliol. Mentre Boril feia la guerra contra els llatins, Esteve el Primercoronat de Sèrbia va envair Macedònia i va ocupar la terra entre els rius Struma i Vardar concedint els territoris ocupats a Strez però va deixar les tropes sèrbies a la regió per assegurar-se la seva lleialtat. Boril va llançar campanyes militars sense èxit contra l'Imperi Llatí i el Regne de Tessalònica durant els primers anys del seu regnat. Va convocar el sínode de l'Església búlgara a principis de 1211 que condemnar el bogomilisme per heretgia. Després d'esclatar un aixecament contra ell a Vidin entre 1211 i 1214, va buscar l'ajuda d'Andreu II d'Hongria, que va enviar reforços per reprimir la rebel·lió. Boril desitjava la pau perquè ja s'havia adonat que no seria capaç de recuperar els territoris tracis perduts per l'Imperi Llatí i Enric volia la pau amb Bulgària per reprendre la seva guerra contra Teodor I Làscaris. Després de llargues negociacions, Enric es va casar amb Maria de Bulgària, la fillastra de Boril a finals de 1213 o principis de 1214. Després de la mort d'Enric el 1216, Andreu va deixar Hongria per liderar la Cinquena Croada, i Ivan Asen ho va aprofitar per tornar a Bulgària, capturant i cegant Boril a Veliko Tàrnovo el 1218.
Ivan II Assèn succeí Boril en 1218, durant el regnat del qual el país visqué un moment de gran esplendor política i cultural i expandí els seus dominis per Albània, l'Epir (1230), Macedònia i Tràcia. Després de la desastrosa derrota del despotat de l'Epir pel Segon Imperi Búlgar en la batalla de Klokòtnitsa de 1230, els territoris conquerits per Teodor I Làscaris als llatins es van sotmetre a Ivan II Assèn de Bulgària i els búlgars van entrar amb poca resistència a Albània i Dirràquion. Manuel, germà de Teodor, casat amb una filla d'Ivan Assèn, va agafar i conservar el poder a l'Epir, Etòlia, Acarnània i part de Tessàlia, perquè es va reconèixer vassall del tsar de Bulgària, i l'Imperi de Nicea va començar a conquerir de territoris a Grècia. L'emperador Joan III Ducas Vatatzes de Nicea va celebrar una aliança amb Bulgària, que el 1235 va donar lloc a una campanya conjunta contra l'Imperi Llatí que va assetjar Constantinoble infructuosament.
Després del restabliment de l'Imperi Romà d'Orient, els successors de Ivan II Assèn no pogueren conservar un territori tan extens, que fou reconquerit pels romans d'Orient.
En 1242 els tàtars van devastar Bulgària després que el Regne d'Hongria fou saquejat i destruït després de la derrota en la batalla de Mohi, i en 1265 l'emperador romà d'Orient Miquel VIII Paleòleg, que havia recuperat Constantinoble el 1261, va establir una aliança en 1265 amb Nogai Noyan contra Constantí Tikh, assolant les ciutats búlgares a la costa de la mar Negra.
El 1271 Nogai Noyan va dirigir una incursió reeixida contra el país, que es va convertir en vassall de l'Horda d'Or fins a principis del segle xiv. Bulgària va ser atacada de nou pels tàrtars el 1274, 1280 i 1285. El 1278 i 1279 el tsar Ivailo va dirigir l'exèrcit búlgar i va aixafar les incursions mongols abans de ser envoltat a Silistra. Després d'un setge de tres mesos, va aconseguir trencar una vegada més les forces mongoles d'elit, obligant-les a retirar-se al nord del Danubi. El 1280 una rebel·lió inspirada per l'Imperi Romà d'Orient va deixar Ivailo sense gaire suport, i per això va fugir al campament de Nogai, demanant-li ajuda abans de ser assassinat pels mongols. El 1280 Ivan Assèn III fou derrotat en batalla pels tàtars i el príncep Jordi Terter, l'hereu legítim, va pujar al tron i Ivan Assèn III es va refugiar amb Nogai. L'emperador romà d'Orient va enviar a Asanes, casat amb una germana d'Eufrosina (l'esposa de Nogai), per demanar al cap mongol que no donés suport a Ivan Assèn III contra Jordi Terter. Nogai va rebre bé els dos i els va escoltar i llavors va fer matar Ivan Assèn III. Jordi Terter es va convertir en un vassall mongol i fou derrocat per Smilets en 1292, que morí 1298. Txaga, fill de Nogai prengué el poder però fou deposat el 1300 per Teodor Svetoslav, fill de Jordi Terter, i estrangulat a presó el 1300,
El regnat de Teodor Svetoslav està relacionat amb l'estabilització interna i la pacificació del país, seguint una línia d'acció despietada, castigant tots els que s'interposaven en el seu camí. Davant la brutalitat del nou emperador, algunes faccions nobles van intentar substituir-lo per altres aspirants al tron amb el suport d'Andrònic II, com el sebastokratōr Voissil, germà de Smilets, que es va instal·lar a Krăn, controlant les valls entre les muntanyes dels Balcans i Sredna Gora des de Sliven fins a Kopsis però va ser derrotat i capturat a Krăn cap a l'any 1301. Un altre pretendent va ser l'antic emperador Miquel Asen II, que va intentar sense èxit avançar a Bulgària amb un exèrcit romà d'Orient cap al 1302. Les victòries van empènyer Teodor a la recuperació de parts de Tràcia perdudes per l'Imperi Romà d'Orient des de les guerres contra Ivailo, i el 1304 aconseguí derrotar en la batalla de l'Skafida als romans d'Orient que havien preparat un contraatac. L'any 1306 Teodor Svetoslav va obtenir els serveis dels mercenaris alans rebels als romans d'Orient, als quals va establir a Bulgària, i va intentar sense èxit contractar als mercenaris de la Gran Companyia Catalana, que també s'havien rebel·lat contra els seus empresaris romans d'Orient. La guerra va acabar amb un tractat de pau el 1307, cimentat amb un matrimoni entre Teodor i Teodora Paleòloga, filla de Miquel IX Paleòleg. El seu govern va marcar el renaixement de Bulgària i va aconseguir la fi del control mongol de Tarnovo, morint per causes naturals el 1321, sent succeït pel seu fill Jordi II Terter.
Jordi II va aprofitar la Guerra civil romana per envair la Tràcia romana d'Orient conquerint la ciutat principal de Filipòpolis i diverses fortaleses al voltant d'Adrianòpolis on els búlgars van ser derrotats per Andrònic III Paleòleg. En morir Jordi sobradament en 1322, el breu període de confusió i incertesa va ser aprofitat per Andrònic III, que van envair el nord-est de Tràcia i van capturar diverses ciutats importants, com ara Yambol, Lardea, Ktenia, Rusokastro, Anchialus, Sozopol i Agatopol.
En 1323 Miquel Xixman aconseguí el poder, i els Xixman el mantingueren fins al 1396, quan el territori fou conquerit pels turcs otomans. Els romans d'Orient van conquistar Filipòpolis mentre els búlgars efectuaven el relleu de les tropes però Miquel va aconseguir expulsar Voissil i recuperar el control sobre Tràcia septentrional i nord-est el 1324. El 1327 Miquel es va implicar en la nova guerra civil que es vivia en l'Imperi Romà d'Orient, prenent el partit del seu cunyat Andrònic III, mentre que el seu avi i rival Andrònic II Paleòleg aconseguia el suport de Sèrbia. Andrònic i Miquel van acordar pel tractat de Txernomen una aliança agressiva contra el Regne de Sèrbia.
El 1330 es va formar el despotat de Lòvetx després que Ivan Alexandre fos nomenat per governar Lòvetx i la zona propera al poble. El 1330 Esteve Uroš III de Dečani derrotà els búlgars en la batalla de Velbazhd, en la qual Miquel Xixman va morir i els búlgars van ser incapaços d'aturar l'avenç serbi cap a Macedònia. La derrota, combinada amb l'empitjorament de les relacions amb l'Imperi Romà d'Orient, que s'havia estabilitzat després d'una guerra civil va precipitar una crisi interna, que es va veure agreujada per una invasió dels romans d'Orient d'Andrònic III Paleòleg. Un cop d'estat va deposar Ivan Esteve el 1331, i els conspiradors van col·locar Ivan Alexandre al tron i Andrònic va abandonar la guerra amb Sèrbia aprofitant la debilitat búlgara, però el 1332 els búlgars van derrotar els romans d'Orient en la batalla de Rusokastro i van recuperar molts territoris a Tràcia i Macedònia.

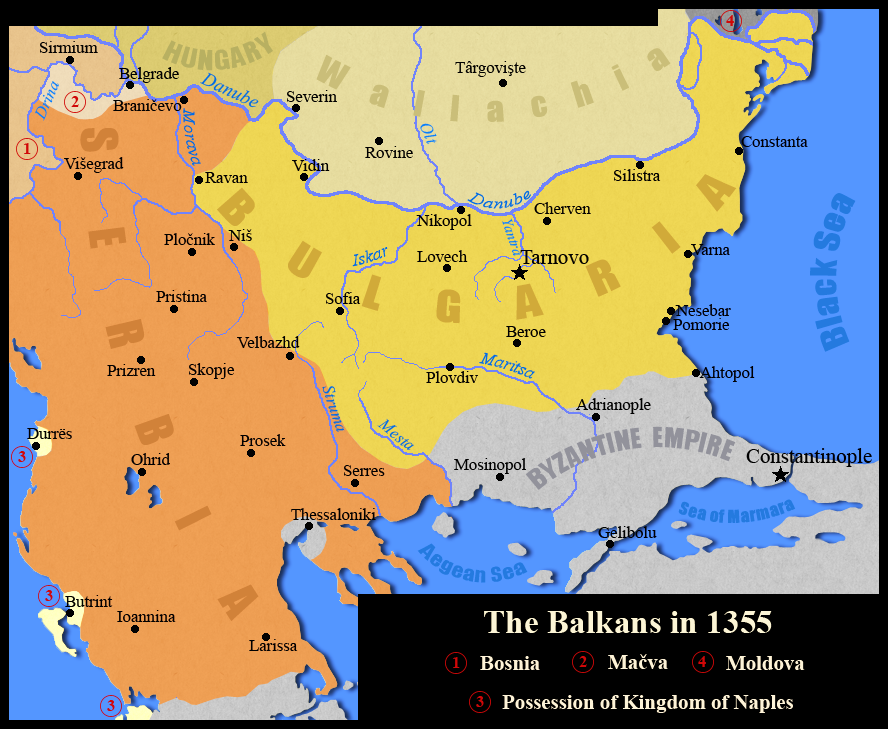
Els Balcans el 1355

La situació empitjorà encara més a partir del 1341 quan va esclatar una nova guerra civil que va enfrontar el legítim hereu Joan V Paleòleg i el pretendent Joan VI Cantacuzè, i el pretendent va contractar un cos de vuit mil otomans per lluitar per ell a la dècada de 1340, que va creuar l'Helespont i saquejar el territori romà d'Orient a Tràcia i Macedònia i els otomans iniciaren les guerres búlgaro-otomanes. Balik va independitzar el despotat de Dobrudja cap al 1340 i es va situar eclesiàsticament sota el Patriarcat de Constantinoble, i el seu fill Dobrotitsa va traslladar la capital a Kaliakra. Ivan Sratsimir, el segon fill d'Ivan Alexandre de Bulgària i Teodora de Valàquia va ser coronat coemperador de 1355 a 1360 fins que el seu pare el va desheretar en favor d'Ivan Xixman, fill gran del seu segon matrimoni i va concedir-li el tsarat de Vidin com a compensació, i a la mort del seu pare en 1371 va governar de forma independent.

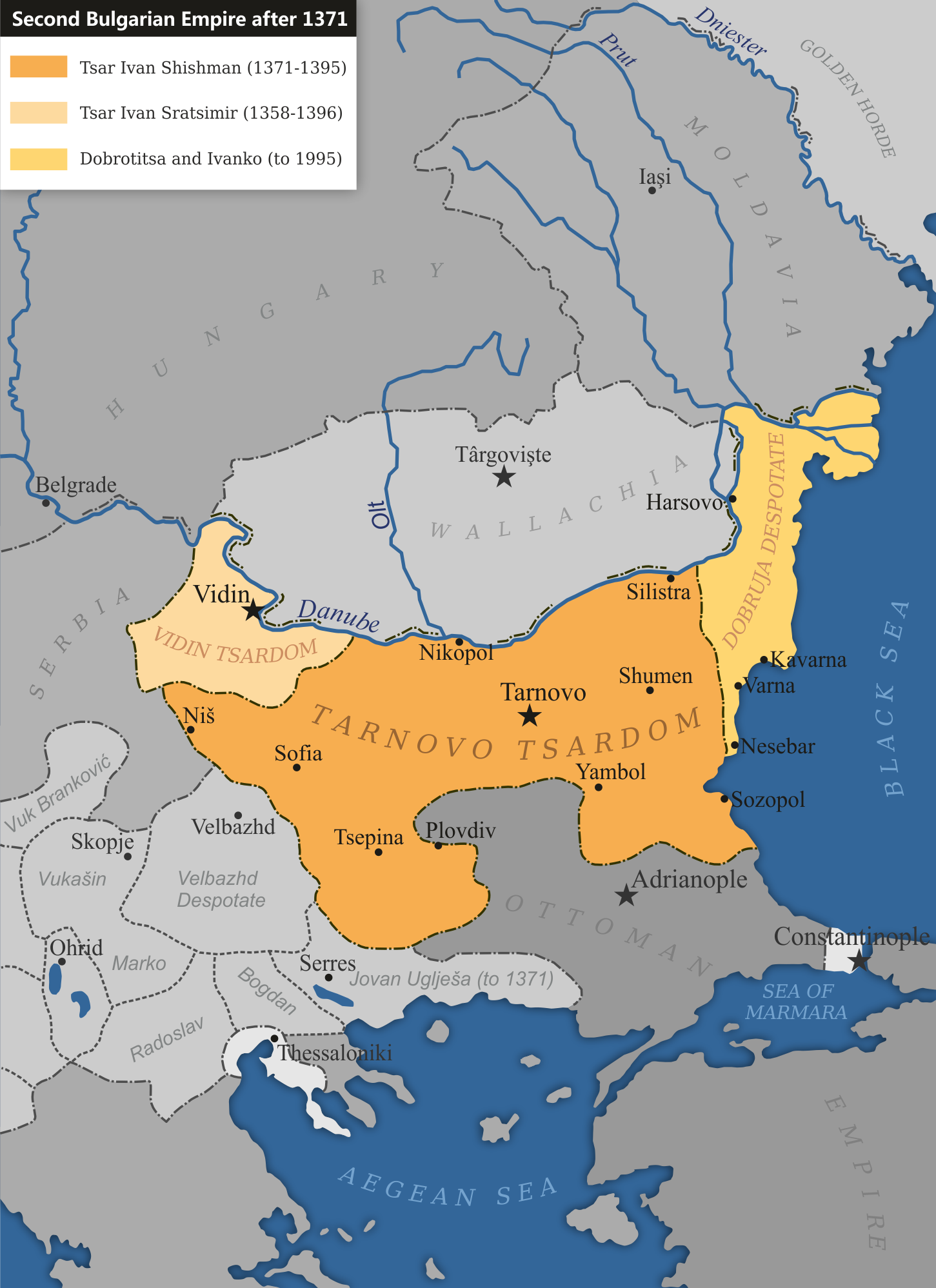
Els Balcans el 1371

Poc després que Ivan Xixman arribés al tron, les forces unides dels nobles serbis liderats pel rei Vukasin Mrnjavčević van ser derrotats pels turcs en la batalla del riu Maritsa el 26 setembre de 1371 i els otomans van avançar sobre Bulgària conquerint el nord de Tràcia, els Ròdopes, Kostenets, Ihtiman i Samokov, limitant efectivament l'autoritat d'Ivan Xixman a les terres al nord de les muntanyes balcàniques i la vall de Sofia i es va veure obligat a reconèixer la dominació otomana i enviar a la seva germana Kera Tamar, com una esposa per al sultà Murat I en 1373 a canvi de recuperar algunes de les ciutats perdudes i aconseguir deu anys de pau incòmoda.
Malgrat aquesta capitulació, els otomans van continuar la seva conquesta de Bulgària, amb la caiguda d'Ihtiman en 1378, conquesta de Sofia en 1382 i Niš en 1385. Encoratjat pel triomf serbi i bosnià sobre els otomans en la batalla de Pločnik en 1387, Ivan Xixman es va negar a donar suport a Murad I o de reconèixer la seva sobirania. La represàlia otomana va ser ràpida, i l'enemic va envair les defenses de Bulgària, Ivan Xixman va ser assetjat en Nicòpol al Danubi en 1388. Ivan Xixman no va tenir més remei que sotmetre, i se li va permetre mantenir la major part del seu regne, però va ser obligat a lliurar Drastar (Silistra) al sultà otomà. Ivan Xixman intenta fer marxa enrere en les seves promeses, i trobant assetjat de nou en Nicòpol, va rendir Drastar, i es va permetre la introducció de guarnicions otomanes en altres fortaleses importants. Els atacs otomans van acabar amb la caiguda de Veliko Tàrnovo el juliol de 1393 marcant el final del Segon Imperi Búlgar i l'Església Ortodoxa Búlgara. encara que el tsarat de Vidin d'Ivan Sratsimir va resistir fins al 1396 caient després de la batalla de Nicòpolis i el Despotat de Dobrduja fins al 1411. Com a resultat de les guerres, l'Imperi Otomà va expandir molt el seu territori a la península balcànica, que s'estenia des del Danubi fins al mar Egeu. A partir d'aleshores i fins al 1878, el territori formà part de l'Imperi Otomà.